# (495253) Hanszimmer
(495253) Hanszimmer est un astéroïde de la ceinture principale.

## Description
(495253) Hanszimmer est un astéroïde de la ceinture principale. Il fut découvert le 30 juillet 2013 à Tincana par Michał Żołnowski et Michał Kusiak. Il présente une orbite caractérisée par un demi-grand axe de 2,40 UA, une excentricité de 0,24 et une inclinaison de 8,7° par rapport à l'écliptique.
Il est nommé d'après le compositeur allemand de musique de film Hans Zimmer.